# Elecciones regionales de Piura de 2014
Las elecciones regionales de Piura de 2014 se llevaron a cabo el 5 de octubre de 2014 para elegir al presidente regional, al vicepresidente regional y al Consejo Regional para el periodo 2015-2019. La elección se celebró simultáneamente con elecciones regionales y municipales (provinciales y distritales) en todo el Perú.

## Sistema electoral
El Gobierno Regional de Piura es el órgano administrativo y de gobierno del departamento de Piura. Está compuesto por el gobernador regional, el vicegobernador regional y el Consejo Regional.
La votación se realiza en base al sufragio universal, que comprende a todos los ciudadanos nacionales mayores de dieciocho años, empadronados y residentes en el departamento de Piura y en pleno goce de sus derechos políticos.
El presidente y vicepresidente regional son elegidos por sufragio directo. Para que un candidato sea proclamado ganador debe obtener no menos de 30 % de votos válidos. En caso ningún candidato logre ese porcentaje en la primera vuelta electoral, los dos candidatos más votados participan en una segunda vuelta o balotaje.
El Consejo Regional de Piura está compuesto por 8 consejeros elegidos por sufragio directo para un período de cuatro (4) años. La votación es por lista cerrada y bloqueada. Cada provincia del departamento de Piura constituye una circunscripción electoral. Se asigna a la lista ganadora los escaños según el método d'Hondt. La distribución y el número de consejeros regionales es la siguiente:
| Circunscripción                                                         | Escaños | Mapa |
| ----------------------------------------------------------------------- | ------- | ---- |
| Ayabaca, Huancabamba, Morropón, Paita, Piura, Sechura, Sullana y Talara | 1       |      |

## Composición del Consejo Regional de Piura
La siguiente tabla muestra la composición del Consejo Regional de Piura antes de las elecciones.
| Partidos | Partidos                                 | Consejeros |
| -------- | ---------------------------------------- | ---------- |
|          | Unidos Construyendo                      | 7          |
|          | Movimiento Independiente Fuerza Regional | 1          |

## Partidos y candidatos
A continuación se muestra una lista de los principales partidos y alianzas electorales que participaron en las elecciones:
| Candidatura | Candidatura   | Partidos y alianzas                                        | Candidatos | Candidatos                | Ideología                                                          | Resultado previo | Resultado previo | Ref. |
| Candidatura | Candidatura   | Partidos y alianzas                                        | Candidatos | Candidatos                | Ideología                                                          | Votos (%)        | Con.             | Ref. |
| ----------- | ------------- | ---------------------------------------------------------- | ---------- | ------------------------- | ------------------------------------------------------------------ | ---------------- | ---------------- | ---- |
|             | Obras + Obras | Lista - Movimiento Regional Obras + Obras (Obras + Obras)  |            | José Carrasco Távara      | Regionalismo piurano                                               | 9.76%            | 1                |      |
|             | RPT           | Lista - Región para Todos (RPT)                            |            | Julio Paz López           | Regionalismo piurano                                               | 6.96%            | 0                |      |
|             | FR            | Lista - Movimiento Independiente Fuerza Regional (FR)      |            | Servando García Correa    | Regionalismo piurano                                               | 6.87%            | 1                |      |
|             | FP            | Lista - Fuerza Popular (FP)                                |            | Edward Zárate Antón       | Fujimorismo Conservadurismo social Populismo de derecha            | 3.42%            | 0                |      |
|             | AP            | Lista - Acción Popular (AP)                                |            | Miguel Rentería Vegas     | Humanismo Nacionalismo cívico Reformismo                           | 3.00%            | 0                |      |
|             | DD            | Lista - Democracia Directa (DD)                            |            | José García Castillo      | Socialismo Nacionalismo de izquierda Ecologismo                    | 0.83%            | 0                |      |
|             | APP           | Lista - Alianza para el Progreso (APP)                     |            | Gil Ipanaqué Sánchez      | Liberalismo económico Conservadurismo liberal Populismo de derecha | Nuevo            | Nuevo            |      |
|             | VP            | Lista - Vamos Perú (VP)                                    |            | Benjamín Samaniego Farfán | Populismo Socialdemocracia                                         | Nuevo            | Nuevo            |      |
|             | UDN           | Lista - Unión Democrática del Norte (UDN)                  |            | Reynaldo Hilbck Guzmán    | Regionalismo piurano                                               | Nuevo            | Nuevo            |      |
|             | MRSP          | Lista - Movimiento Regional Seguridad y Prosperidad (MRSP) |            | Jhony Peralta Cruz        | Regionalismo piurano                                               | Nuevo            | Nuevo            |      |
|             | AGRO SÍ       | Lista - AGRO SÍ (AGRO SÍ)                                  |            | José Neira Arismendiz     | Regionalismo piurano                                               | Nuevo            | Nuevo            |      |
|             | UC            | Lista - Unidos Construyendo (UC)                           |            | Luis Atkins Lerggios      | Regionalismo piurano                                               | Nuevo            | Nuevo            |      |

## Sondeos de opinión
Las siguientes tablas enumeran las estimaciones de la intención de voto en orden cronológico inverso, mostrando las más recientes primero y utilizando las fechas en las que se realizó el trabajo de campo de la encuesta. Cuando se desconocen las fechas del trabajo de campo, se proporciona la fecha de publicación.
Leyenda:
     Sondeo realizado en el periodo de prohibición legal de la difusión de sondeos de intención de voto.

### Intención de voto
La siguiente tabla enumera las estimaciones ponderadas (sin incluir votos en blanco y nulos) de la intención de voto.
| Encuestadora/Medio                    | Fecha             | Muestra | Reynaldo Hilbck | Jhony Peralta | Julio Paz | Gil Ipanaqué | Servando García | Edward Zárate | Dif. |  |  |  |  |
| ------------------------------------- | ----------------- | ------- | --------------- | ------------- | --------- | ------------ | --------------- | ------------- | ---- |  |  |  |  |
| Encuestadora/Medio                    | Fecha             | Muestra |                 |               |           |              |                 |               |      |  |  |  |  |
| Elecciones regionales de 2014         | 5 oct 2014        | —       | 36.2            | 17.8          | 13.2      | 10.0         | 9.0             | 4.7           | 18.4 |  |  |  |  |
|                                       |                   |         |                 |               |           |              |                 |               |      |  |  |  |  |
| Ipsos Perú/América                    | 5 oct 2014        | ?       | 38.4            | 17.9          | 12.8      | –            | –               | –             | 20.5 |  |  |  |  |
| Datum Internacional/Frecuencia Latina | 5 oct 2014        | ?       | 36.0            | 16.3          | 16.2      | –            | 9.3             | –             | 19.7 |  |  |  |  |
| Ipsos Perú/América                    | 5 oct 2014        | ?       | 34.3            | 18.7          | –         | 12.2         | –               | –             | 15.6 |  |  |  |  |
| Datum Internacional/Frecuencia Latina | 5 oct 2014        | ?       | 35.6            | 16.9          | 14.9      | –            | 10.3            | –             | 18.7 |  |  |  |  |
| ICSI Perú                             | 5 oct 2014        | 2325    | 37.8            | 17.1          | 14.7      | 10.9         | 7.2             | 4.6           | 20.7 |  |  |  |  |
| CPI/RPP                               | 23–26 sep 2014    | 1575    | 38.2            | 21.3          | 10.1      | 8.1          | 7.5             | –             | 16.9 |  |  |  |  |
| ICSI Perú                             | 21–24 sep 2014    | 1000    | 32.7            | 20.0          | 15.4      | 9.3          | 6.9             | 4.8           | 12.7 |  |  |  |  |
| Luna Consultores                      | 19–24 sep 2014    | 4100    | 38.0            | 18.3          | 11.3      | 10.0         | 8.2             | 3.3           | 19.7 |  |  |  |  |
| Datum Internacional/Frecuencia Latina | 20–22 sep 2014    | 400     | 29.4            | 21.6          | 15.2      | 8.7          | –               | –             | 7.8  |  |  |  |  |
| ICSI Perú                             | 29 ago–3 sep 2014 | 1000    | 31.9            | 31.4          | 14.1      | 6.8          | 4.6             | 2.8           | 0.5  |  |  |  |  |
| Luna Consultores                      | 26–31 ago 2014    | 3560    | 33.2            | 23.3          | 11.6      | 10.7         | 8.1             | 4.0           | 9.9  |  |  |  |  |
| Luna Consultores                      | 3–5 jul 2014      | ?       | 35.3            | 30.5          | 9.4       | –            | –               | –             | 4.8  |  |  |  |  |
| ICSI Perú                             | 25–30 jun 2014    | 900     | 25.6            | 31.3          | 13.1      | 4.4          | 3.9             | 4.4           | 5.5  |  |  |  |  |
| Klambp                                | 26 may 2014       | ?       | 12.4            | 21.5          | 2.0       | 8.0          | 6.7             | –             | 10.1 |  |  |  |  |
| ICSI Perú                             | 8–13 may 2014     | 900     | 20.9            | 30.1          | 9.3       | 6.8          | 2.2             | 2.2           | 9.2  |  |  |  |  |
| Luna Consultores                      | 17–22 abr 2014    | 1671    | 25.9            | 34.8          | 5.0       | 5.0          | 2.5             | 3.0           | 8.9  |  |  |  |  |
| Piura Datos                           | 9–14 abr 2014     | 600     | 21.8            | 24.7          | 4.8       | 4.0          | 8.0             | 1.3           | 2.9  |  |  |  |  |
| Luna Consultores                      | 13–17 feb 2014    | 1505    | 18.5            | 42.4          | 3.7       | 2.4          | 5.7             | 3.3           | 23.9 |  |  |  |  |
| ICSI Perú                             | 6–10 feb 2014     | 900     | 14.8            | 33.1          | 8.3       | 5.4          | 2.0             | 2.4           | 18.3 |  |  |  |  |
| Luna Consultores                      | Dic 2013          | ?       | 14.2            | 41.9          | 4.7       | –            | –               | –             | 27.7 |  |  |  |  |
| ICSI Perú                             | Nov 2013          | ?       | 14.0            | 40.9          | 9.3       | 3.7          | 3.7             | 4.2           | 26.9 |  |  |  |  |
| ICSI Perú                             | Sep 2013          | ?       | 13.1            | 39.9          | 0.8       | 7.0          | 3.5             | 10.7          | 26.8 |  |  |  |  |
| Luna Consultores                      | Ago 2013          | ?       | 5.7             | 32.7          | –         | –            | –               | –             | 27.0 |  |  |  |  |

### Preferencias de voto
La siguiente tabla enumera las preferencias de voto en bruto (incluyendo blancos, viciados y sin respuesta) y no ponderadas.
|                               |                   |      |      |      |      |      |     |     |      |      |      |  |  |
| Elecciones regionales de 2014 | 5 oct 2014        | —    | 28.5 | 14.0 | 10.4 | 7.8  | 7.0 | 3.7 | 21.5 | –    | 14.5 |  |  |
|                               |                   |      |      |      |      |      |     |     |      |      |      |  |  |
| ICSI Perú                     | 5 oct 2014        | 2325 | 35.4 | 16.0 | 13.8 | 10.2 | 6.7 | 4.3 | 6.4  | –    | 19.4 |  |  |
| ICSI Perú                     | 21–24 sep 2014    | 1000 | 27.2 | 16.6 | 12.8 | 7.7  | 5.7 | 4.0 | 16.9 | –    | 10.6 |  |  |
| Luna Consultores              | 19–24 sep 2014    | 4100 | 32.0 | 15.0 | 9.3  | 8.2  | 6.7 | 2.7 | 18.0 | –    | 17.0 |  |  |
| ICSI Perú                     | 29 ago–3 sep 2014 | 1000 | 17.4 | 17.1 | 7.7  | 3.7  | 2.5 | 1.5 | 15.2 | 30.3 | 0.3  |  |  |
| Luna Consultores              | 26–31 ago 2014    | 3560 | 25.5 | 17.9 | 8.9  | 8.2  | 6.2 | 3.1 | –    | 23.3 | 7.6  |  |  |
| Luna Consultores              | 3–5 jul 2014      | ?    | 22.9 | 19.8 | 6.1  | –    | –   | –   | –    | 35.1 | 3.1  |  |  |
| ICSI Perú                     | 25–30 jun 2014    | 900  | 14.6 | 17.9 | 7.5  | 2.5  | 2.2 | 2.5 | 15.4 | 27.5 | 3.3  |  |  |
| Klambp                        | 26 may 2014       | ?    | 8.7  | 15.1 | 1.4  | 5.6  | 4.7 | –   | 17.2 | 12.5 | 6.4  |  |  |
| ICSI Perú                     | 8–13 may 2014     | 900  | 12.6 | 18.1 | 5.6  | 4.1  | 1.3 | 1.3 | 12.8 | 27.0 | 5.5  |  |  |
| Luna Consultores              | 17–22 abr 2014    | 1671 | 15.4 | 20.7 | 3.0  | 3.0  | 1.5 | 1.8 | –    | 40.5 | 5.3  |  |  |
| Piura Datos                   | 9–14 abr 2014     | 600  | 8.2  | 9.3  | 1.8  | 1.5  | 3.0 | 0.5 | 18.0 | 44.4 | 1.1  |  |  |
| Luna Consultores              | 13–17 feb 2014    | 1505 | 9.1  | 20.8 | 1.8  | 1.2  | 2.8 | 1.6 | –    | 50.9 | 11.7 |  |  |
| ICSI Perú                     | 6–10 feb 2014     | 900  | 8.0  | 17.9 | 4.5  | 2.9  | 1.1 | 1.3 | 21.4 | 24.5 | 9.9  |  |  |
| Luna Consultores              | Dic 2013          | ?    | 7.2  | 21.3 | 2.4  | –    | –   | –   | –    | 49.2 | 14.1 |  |  |
| ICSI Perú                     | Nov 2013          | ?    | 6.0  | 17.6 | 4.0  | 1.6  | 1.6 | 1.8 | 26.4 | 30.6 | 11.6 |  |  |
| ICSI Perú                     | Sep 2013          | ?    | 4.9  | 14.9 | 0.3  | 2.6  | 1.3 | 4.0 | 28.5 | 34.2 | 10.0 |  |  |
| Luna Consultores              | Ago 2013          | ?    | 2.9  | 16.5 | –    | –    | –   | –   | –    | 49.5 | 13.6 |  |  |

## Resultados

### Gobierno Regional de Piura
|                      | Reynaldo Hilbck Guzmán    | Unión Democrática del Norte (UDN)                  | 298,688   | 36.24 |  |  |  |  |
|                      | Jhony Peralta Cruz        | Movimiento Regional Seguridad y Prosperidad (MRSP) | 147,087   | 17.85 |  |  |  |  |
|                      | César Paz López           | Región para Todos (RPT)                            | 108,922   | 13.22 |  |  |  |  |
|                      | Gil Ipanaqué Sánchez      | Alianza para el Progreso (APP)                     | 82,372    | 9.99  |  |  |  |  |
|                      | Servando García Correa    | Movimiento Independiente Fuerza Regional (FR)      | 73,913    | 8.97  |  |  |  |  |
|                      | Edward Zárate Antón       | Fuerza Popular (FP)                                | 38,475    | 4.67  |  |  |  |  |
|                      | José Neira Arismendiz     | AGRO SÍ (AGRO SÍ)                                  | 30,313    | 3.68  |  |  |  |  |
|                      | José Carrasco Távara      | Movimiento Regional Obras + Obras (Obras + Obras)  | 19,341    | 2.35  |  |  |  |  |
|                      | Miguel Rentería Vegas     | Acción Popular (AP)                                | 11,373    | 1.38  |  |  |  |  |
|                      | Benjamín Samaniego Farfán | Vamos Perú (VP)                                    | 8,977     | 1.09  |  |  |  |  |
|                      | Luis Atkins Lerggios      | Unidos Construyendo (UC)                           | 2,515     | 0.31  |  |  |  |  |
|                      | José García Castillo      | Democracia Directa (DD)                            | 2,253     | 0.27  |  |  |  |  |
|                      |                           |                                                    |           |       |  |  |  |  |
| Total                | Total                     | Total                                              | 824,229   |       |  |  |  |  |
|                      |                           |                                                    |           |       |  |  |  |  |
| Votos válidos        | Votos válidos             | Votos válidos                                      | 824,229   | 78.55 |  |  |  |  |
| Votos en blanco      | Votos en blanco           | Votos en blanco                                    | 144,606   | 13.78 |  |  |  |  |
| Votos nulos          | Votos nulos               | Votos nulos                                        | 80,505    | 7.67  |  |  |  |  |
| Votos emitidos       | Votos emitidos            | Votos emitidos                                     | 1,049,340 | 85.53 |  |  |  |  |
| Abstenciones         | Abstenciones              | Abstenciones                                       | 177,558   | 14.47 |  |  |  |  |
| Votantes registrados | Votantes registrados      | Votantes registrados                               | 1,226,898 |       |  |  |  |  |
|                      |                           |                                                    |           |       |  |  |  |  |
| Fuente:              |                           |                                                    |           |       |  |  |  |  |

### Consejo Regional de Piura
|                        |                                                    |              |              |              |         |         |  |  |
| Partidos y coaliciones | Partidos y coaliciones                             | Voto popular | Voto popular | Voto popular | Escaños | Escaños |  |  |
| Partidos y coaliciones | Partidos y coaliciones                             | Votos        | %            | ±pp          | Total   | +/−     |  |  |
|                        | Unión Democrática del Norte (UDN)                  | 259,727      | 32.71        | Nuevo        | 5       | +5      |  |  |
|                        | Movimiento Regional Seguridad y Prosperidad (MRSP) | 137,340      | 17.30        | Nuevo        | 0       | ±0      |  |  |
|                        | Región para Todos (RPT)                            | 107,865      | 13.58        | n/a          | 1       | +1      |  |  |
|                        | Alianza para el Progreso (APP)                     | 86,203       | 10.86        | n/a          | 0       | ±0      |  |  |
|                        | Movimiento Independiente Fuerza Regional (FR)      | 72,301       | 9.11         | +1.35        | 1       | ±0      |  |  |
|                        | Fuerza Popular (FP)                                | 43,815       | 5.52         | +1.46        | 1       | +1      |  |  |
|                        | AGRO SÍ (AGRO SÍ)                                  | 31,207       | 3.93         | Nuevo        | 0       | ±0      |  |  |
|                        | Movimiento Regional Obras + Obras (Obras + Obras)  | 21,986       | 2.77         | –9.78        | 0       | ±0      |  |  |
|                        | Por Todos (PPC–Por Todos)                          | 13,366       | 1.68         | Nuevo        | 0       | ±0      |  |  |
|                        | Vamos Perú (VP)                                    | 9,853        | 1.24         | Nuevo        | 0       | ±0      |  |  |
|                        | Acción Popular (AP)                                | 5,759        | 0.73         | –2.90        | 0       | ±0      |  |  |
|                        | Democracia Directa (DD)                            | 2,298        | 0.29         | –0.61        | 0       | ±0      |  |  |
|                        | Unidos Construyendo (UC)                           | 2,285        | 0.29         | Nuevo        | 0       | ±0      |  |  |
|                        |                                                    |              |              |              |         |         |  |  |
| Total                  | Total                                              | 794,005      |              |              | 8       | ±0      |  |  |
|                        |                                                    |              |              |              |         |         |  |  |
| Votos válidos          | Votos válidos                                      | 794,005      | 75.67        | +11.27       |         |         |  |  |
| Votos en blanco        | Votos en blanco                                    | 177,280      | 16.89        | –9.22        |         |         |  |  |
| Votos nulos            | Votos nulos                                        | 78,055       | 7.44         | –2.06        |         |         |  |  |
| Votos emitidos         | Votos emitidos                                     | 1,049,340    | 85.53        | –1.86        |         |         |  |  |
| Abstenciones           | Abstenciones                                       | 177,558      | 14.47        | +1.86        |         |         |  |  |
| Votantes registrados   | Votantes registrados                               | 1,226,898    |              |              |         |         |  |  |
|                        |                                                    |              |              |              |         |         |  |  |
| Fuente:                |                                                    |              |              |              |         |         |  |  |

### Autoridades electas
| Cargo                                         | Autoridad electa | Autoridad electa        | Partido político | Partido político                         |
| --------------------------------------------- | ---------------- | ----------------------- | ---------------- | ---------------------------------------- |
| Presidente Regional de Piura                  |                  | Reynaldo Hilbck Guzmán  |                  | Unión Democrática del Norte              |
| Vicepresidente Regional de Piura              |                  | Alfredo Neyra Alemán    |                  | Unión Democrática del Norte              |
| Consejero Regional de Piura (por Ayabaca)     |                  | Walter Troncos Calle    |                  | Unión Democrática del Norte              |
| Consejero Regional de Piura (por Huancabamba) |                  | Manuel Saona Rodríguez  |                  | Movimiento Independiente Fuerza Regional |
| Consejero Regional de Piura (por Morropón)    |                  | Óscar Echegaray Albán   |                  | Región para Todos                        |
| Consejera Regional de Piura (por Paita)       |                  | María Torres Carrión    |                  | Unión Democrática del Norte              |
| Consejero Regional de Piura (por Piura)       |                  | Hermer Alzamora Román   |                  | Unión Democrática del Norte              |
| Consejero Regional de Piura (por Sechura)     |                  | Marvin Bancayán Fiestas |                  | Fuerza Popular                           |
| Consejero Regional de Piura (por Sullana)     |                  | Eligio Sarango Albújar  |                  | Unión Democrática del Norte              |
| Consejera Regional de Piura (por Talara)      |                  | Raquel Arriola Ortega   |                  | Unión Democrática del Norte              |